# The Dillards
The Dillards was een Amerikaanse country- en bluegrass-band.

## Bezetting
- Beverly Cotton Dillard (banjo)
- Bill Bryson (zang, basgitaar)
- Billy Constable (banjo)
- Billy Ray Lathum (banjo)
- Buddy Blackmon (banjo, dobro, basgitaar)
- Byron Berline (fiddle)
- Dean Webb (mandoline)
- Doug Dillard (banjo)
- Douglas Bounsall

- Ed Ponder (drums)
- Gary J. Smith (contrabas)
- George Giddens (viool, mandoline)
- Glen Hardin (piano)
- Herb Pedersen (zang, gitaar, banjo)
- Jeff Gilkinson
- Jim Glaspy
- Joe Villegas
- Mitch Jayne (contrabas, basgitaar)

- Paul York (steelgitaar, drums)
- Pete Grant (steelgitaar, dobro, banjo)
- Ray Park (gitaar)
- Ric Williams
- Richard Godfrey (drums)
- Rick McEwen
- Rodney Dillard
- Seth Papas (drums)
- Steve Cooley (banjo)

## Geschiedenis

### Huidige leden
Rodney Dillard is een van de oprichters van The Dillards, de band die hij eind jaren 1950 formeerde met zijn broer Douglas Dillard in Salem. Door de jaren heen werd hij gekenmerkt als de drijvende kracht achter de muzikale richting, het succes en de fenomenale levensduur van de band als een werkende act. Tegenwoordig omvatten de muzikale taken van Dillard lead- en samenzang, gitaar en dobro.
Beverly Cotten-Dillard is een inwoner van Morrisville (North Carolina), die optrad met Janette Carter, Ola Belle Reed, Tommy Jarrell en Doc en Merle Watson. Ze is verschenen bij Hee Haw en het Disney Channel en in de Carnegie Hall. Cotten-Dillard wordt erkend als een autoriteit op het gebied van de traditionele 'clawhammer' banjotechniek en is een prominent lid van de liveshows van The Dillards. Haar album Clog-In uit 1981 wordt beschouwd als een Amerikaanse folkklassieker.
George Giddens is een klassiek geschoolde muzikant die een bekroonde violist en mandolinespeler is voor de band.
Gary J. Smith werd aan de bezetting toegevoegd, nadat hij contrabas had opgenomen in de studiosessies van 2015 voor het nieuwe Dillards-album. Smith is goed bekend in Nashville-kringen na optredens met Tom T. Hall, The Brother Boys en Ed Snodderly.

### De Andy Griffith-show
Hoewel The Dillards al een gevestigde bluegrassband waren, is hun grootste claim op roem het muzikaal optreden als leden van de fictieve Darling-familie in The Andy Griffith Show, waarbij ze bluegrass introduceerden bij veel Amerikanen die er nog nooit van hadden gehoord. Dit was een terugkerende rol en de Dillards werden geleid door veteraan acteur Denver Pyle als hun vader en kruikspeler Briscoe Darling. Maggie Peterson speelde Charlene Darling, hun zus en de focus voor de aandacht van personage Ernest T. Bass, gespeeld door Howard Morris. De optredens van de Dillards als de Darlings liepen tussen 1963 en 1966. In 1986 namen de Dillards de rol weer op zich in de reünieshow Return to Mayberry. Als onderdeel van hun tournee in 2012 beantwoordde Rodney Dillard vragen over de tv-serie. Hij zei dat de nummers zoals Dooley gaan over mensen die de familie kende.
In de aflevering Briscoe Declares for Aunt Bee van oktober 1963 voerden de Dillards de eerste grootschalige uitzending uit van de Arthur 'Guitar Boogie' Smith-compositie Feudin' Banjos (Dueling Banjos) uit 1955.
Volgens Jim Clark van The Andy Griffith Show Rerun Watchers Club zijn er drie albums geproduceerd met liedjes die tijdens de show zijn uitgevoerd. Clark zegt dat Songs That Make Me Cry de enige is die momenteel beschikbaar is met echte uitvoeringen en heeft de drie nummers met Maggie Peterson als Charlene. Back Porch Bluegrass: Live Almost bevat vijf nummers die tijdens de show werden gezongen, en Rodney Dillard bracht nog een album uit met de echte uitvoeringen van andere nummers.

### Baanbrekende invloeden
De Dillards zijn opmerkelijk omdat ze een van de eerste bluegrass-bands waren die hun instrumenten halverwege de jaren 1960 hebben geëlektrificeerd. Ze worden beschouwd als een van de pioniers van de ontluikende folkrock-, countryrock- en progressieve bluegrass-genres in Zuid-Californië, en het is bekend dat ze artiesten als The Eagles, The Byrds en Elton John direct of indirect hebben beïnvloed. Als derde album verscheen het puur instrumentale album Pickin' and Fiddlin' met Byron Berline. Er volgden de albums Copperfields en Wheatstraw-Suite, die een muzikale ommekeer naar de nieuwe countrymuziek vertegenwoordigen met orkestrale sound, elektrische steelgitaar en drums (Paul York). In 1972 voegden The Dillards zich bij Elton John op zijn eerste Amerikaanse tournee. John Paul Jones van Led Zeppelin heeft ook hun invloed erkend, vooral in zijn beslissing om mandoline te gaan spelen. Het grootste verkoopsucces werd het album Roots and Branches uit 1972. Hierbij verving Billy Ray Lathum Herb Pedersen. Met steeds weer wisselende bezetting leidde Rodney de band verder tot eind jaren 90.

## Overlijden
Voormalig lid Dean Webb overleed op 81-jarige leeftijd op 30 juni 2018.